# Secrets and Lies (30 Rock)
"Secrets and Lies" é o oitavo episódio da segunda temporada da série de televisão de comédia de situação norte-americana 30 Rock, e o 29.° da série em geral. Teve o seu enredo escrito pelo produtor supervisor Ron Weiner, e foi realizado por Michael Engler. A sua transmissão nos Estados Unidos ocorreu a 6 de Dezembro de 2007 através da National Broadcasting Company (NBC), todavia, antes de ser transmitido na televisão. o episódio havia sido desempenhado ao vivo pelo elenco no Teatro Upright Citizens Brigade de modo a prestar apoio à greve dos argumentistas do WGA (2007-08). Os actores convidados para a transmissão televisiva de "Secrets and Lies" foram Edie Falco, John Lutz e Maulik Pancholy. O consultor político James Carville participou do episódio interpretando uma versão fictícia de si mesmo.
No episódio, a congressista Celeste "C.C." Cunningham (interpretada por Falco) deseja tornar público o seu relacionamento amoroso com o executivo Jack Donaghy (Alec Baldwin). Entretanto, Jenna Maroney (Jane Krakowski) fica irritada quando começa a notar que a sua chefe Liz Lemon (Tina Fey) permite que o seu colega Tracy Jordan (Tracy Morgan) faça o que bem entender. Não obstante, os argumentistas Frank Rossitano (Judah Friedlander) e James "Toofer" Spurlock (Keith Powell) disputam sobre o estatuto deste último na sociedade como um ex-aluno da Universidade de Harvard.
Em geral, "Secrets and Lies" foi recebido com opiniões mistas pelos membros da crítica especialista em televisão do horário nobre, a maioria dos quais elogiou a produção e o desempenho dos actores, inclusive o de Carville; porém, foi criticado por não ter conseguido continuar a maré de humor dos episódios anteriores. De acordo com os dados publicados pelo sistema de mediação de audiências Nielsen Ratings, "Secrets and Lies" foi assistido por uma média de 5,80 milhões de telespectadores norte-americanos, e foi-lhe atribuída a classificação de 2,6 e sete de share no perfil demográfico dos telespectadores entre os dezoito aos 49 anos de idade.

## Produção

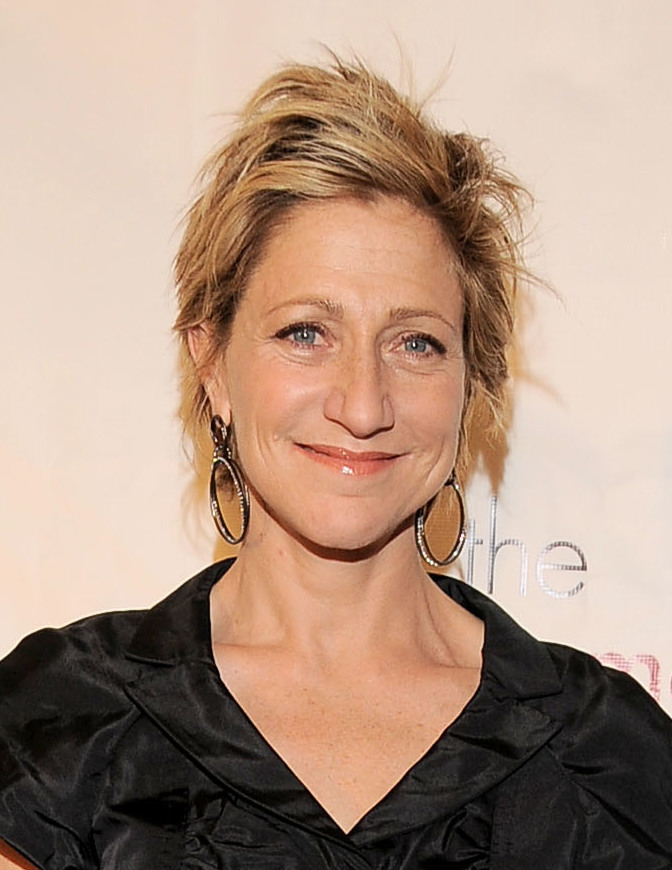
"Secrets and Lies" marcou a segunda participação de Edie Falco em 30 Rock.

"Secrets and Lies" é o oitavo episódio da segunda temporada de 30 Rock. O seu enredo foi escrito por Ron Weiner, produtor supervisor da temporada, e foi realizado por Michael Engler. Assim, marcou a estreia de Weiner como argumentista de episódio e ainda a sexta vez que Weiner realiza um episódio de 30 Rock, com o mais recente até então sendo "Cougars". "Secrets and Lies" marcou ainda a segunda participação de Edie Falco em 30 Rock. Ela viria mais tarde a aparecer novamente no episódio 210 e em "Cooter." Por outro lado, a actriz Katrina Bowden, intérprete da personagem Cerie Xerox, embora tenha tido o seu nome listado durante a sequência de créditos finais, não apareceu neste episódio.
Um desempenho ao vivo de "Secrets and Lies" teve lugar a 19 de Novembro de 2007 no palco do Teatro Upright Citizens Brigade em Nova Iorque. Intitulado 30 Rock - On Strike!, o desempenho foi realizado como maneira de mostrar apoio à greve dos argumentistas do WGA (2007-08), que iniciou na manhã de 5 de Novembro de 2007. Todos os membros do elenco principal da série estiveram presentes. No entanto, devido a outros compromissos, a actriz convidada Edie Falco não interpretar o papel de C. C., tendo então Paula Pell preenchido o seu lugar. Naquele momento, Pell era a argumentista-chefe do programa de televisão humorístico Saturday Night Live (SNL), uma posição anteriormente preenchida por Tina Fey — criadora, produtora executiva e actriz principal de 30 Rock. James Carville também não teve a oportunidade de comparecer, com a sua personagem sendo representada por um guionista anónimo do seriado. Outros argumentistas do seriado, inclusive Donald Glover, também actuaram em papeis pequenos. Durante o "intervalo comercial," Jack McBrayer e John Lutz improvisaram propagandas de comédia para diversos produtos falsos. As camisetas da Sheinhardt Wig Company, que foram endossadas pelo elenco de 30 Rock, também foram oferecidas durante o desempenho. A performance do elenco no teatro foi inclusa no DVD da segunda temporada da série.
O actor e comediante Judah Friedlander, intérprete da personagem Frank Rossitano em 30 Rock, é conhecido pelos seus bonés de camioneiro de marca registada que usa dentro e fora da personagem Frank. Os chapéus normalmente apresentam palavras ou frases curtas estampadas neles. Friedlander afirmou que ele próprio é quem faz os acessórios. Revelou também que "alguns deles são brincadeiras íntimas, e alguns são simplesmente piadas." A ideia veio do persona de Friedlander nas suas apresentações de comédia stand up, nas quais os objectos de adorno estão todos estampados com a escrita "campeão mundial" em línguas e aparências diferentes. Em "Secrets and Lies," Frank usa um boné que lê "Atlantis Lifeguard," "Harvard," "Kayfabe" e "Komurshl."

## Enredo
Jack Donaghy (Alec Baldwin) fica preocupado quando C. C. (Edie Falco), sua namorada democrata do estado de Vermont, diz que deseja tornar o relacionamento deles público. O casal tem evitado isso porque C. C. está no momento a liderar um processo judicial contra a Sheinhardt Wig Company, a empresa-mãe ficcional da General Electric (GE). Enquanto namoravam secretamente, o casal se encontrava à socapa nas casas um do outro vestindo disfarces, incluindo ela como a encanadora Mr. Spoonatelli. CC confia em Liz (depois desta descobrir sobre o relacionamento), e Jack confidencia ao consultor político James Carville, que dá conselhos ao executivo sobre como duas pessoas importantes de posições políticas opostas podem fazer seu relacionamento funcionar ao estilo "Cajun", sem levar em conta como os outros a percebem. Eventualmente, Jack leva CC para jantar na sala de jantar executiva da GE, onde ele revela sua relação com os outros executivos, levando a outros executivos fazendo algumas revelações bizarras deles próprios.
Quando Jenna ganha um prémio por seu trabalho em Mystic Pizza: The Musical: The Movie, na categoria de "Melhor Atriz em um filme baseado em um musical baseado em um filme", Tracy fica irritado que ele nunca ganha nenhum prémio. Quando Liz sente pena dele, ela diz que ele ganhou um Pacific Rim Emmy Award por seu trabalho na TGS with Tracy Jordan, uma comédia fictícia da série. Pete Hornberger ajuda a Liz a fazer um palco falso para que Trcy faça seu discurso de aceitação, que também participaram Jenna e Josh Girard. Quando Tracy agradece quase todos que trabalham no programa, excepto Jenna, ela fica irritada e diz que Liz está disposta a saltar através de aros para Tracy, mas para ela não. Como resultado, ela se torna desobediente, não coopera no trabalho e inicia sua própria equipa, assim como Tracy. Liz, distraída com o novo comportamento de Jenna, revela-lhe que ela de fato "mima a porcaria" dela e de Tracy. Liz, em seguida, revela que Jenna não ganhou um prémio por Mystic Pizza: The Musical: The Movie, e que a estátua do "prémio" era na verdade uma bolacha.
Após uma noite realizando stand up na Universidade de Harvard, Frank entra no trabalho vestindo uma camiseta de Harvard, apesar de ele não comparecer à universidade. Indignado com isso, o ex-aluno de Harvard, Toofer. diz a ele para tirá-la. Quando Frank se recusa, a dupla começa a discutir, mesmo indo ao ponto de vestir-se como o outro constantemente. Seu argumento é também eventualmente mediado pelo estilo "Cajun" de James Carville, que então passa a também demonstrar como roubar doces de uma máquina de vendas ao estilo "Cajun".

## Transmissão e repercussão

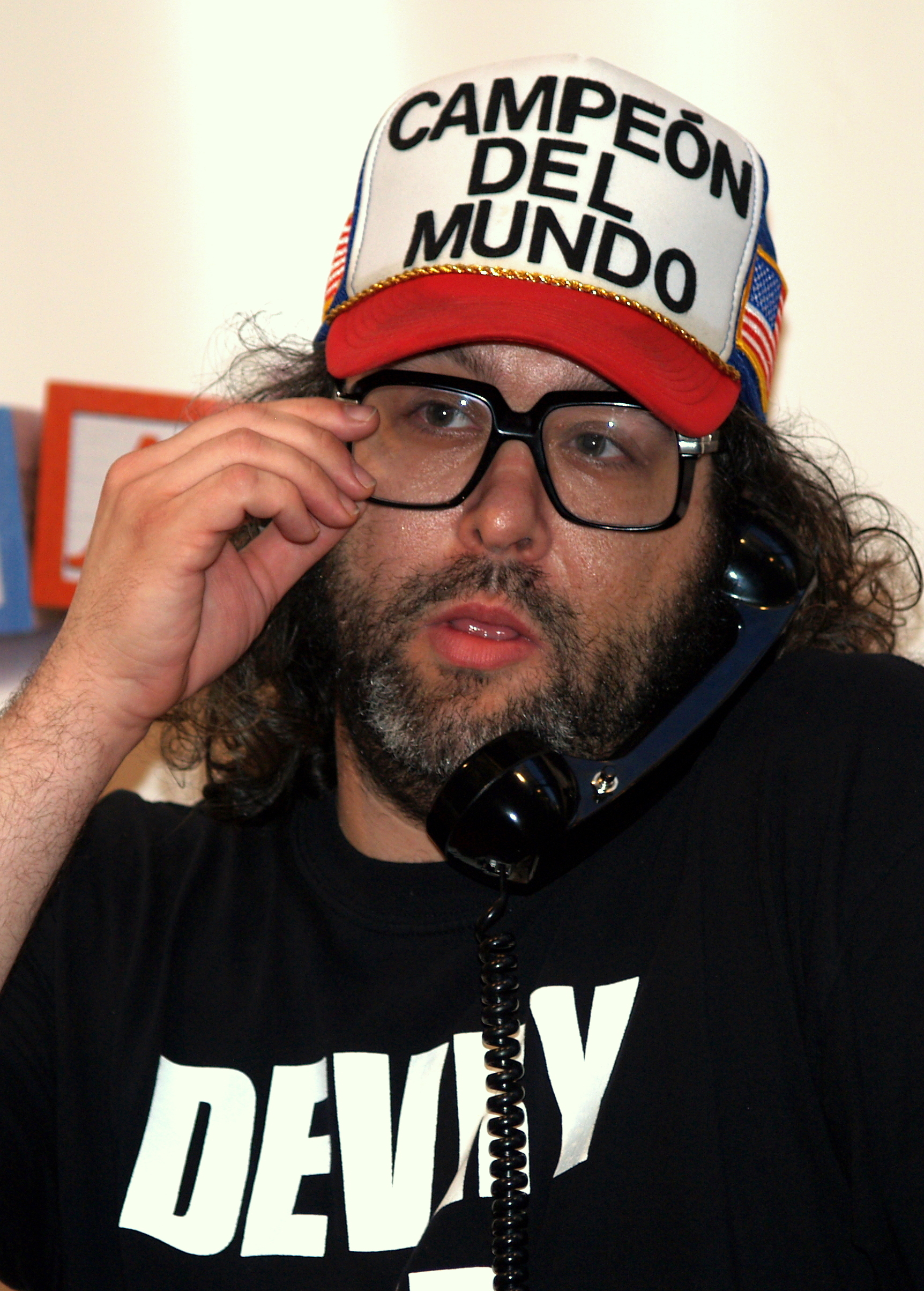
O episódio foi elogiado pela maior participação de Judah Friedlander (imagem) e Keith Powell.